# Kasteel Puth

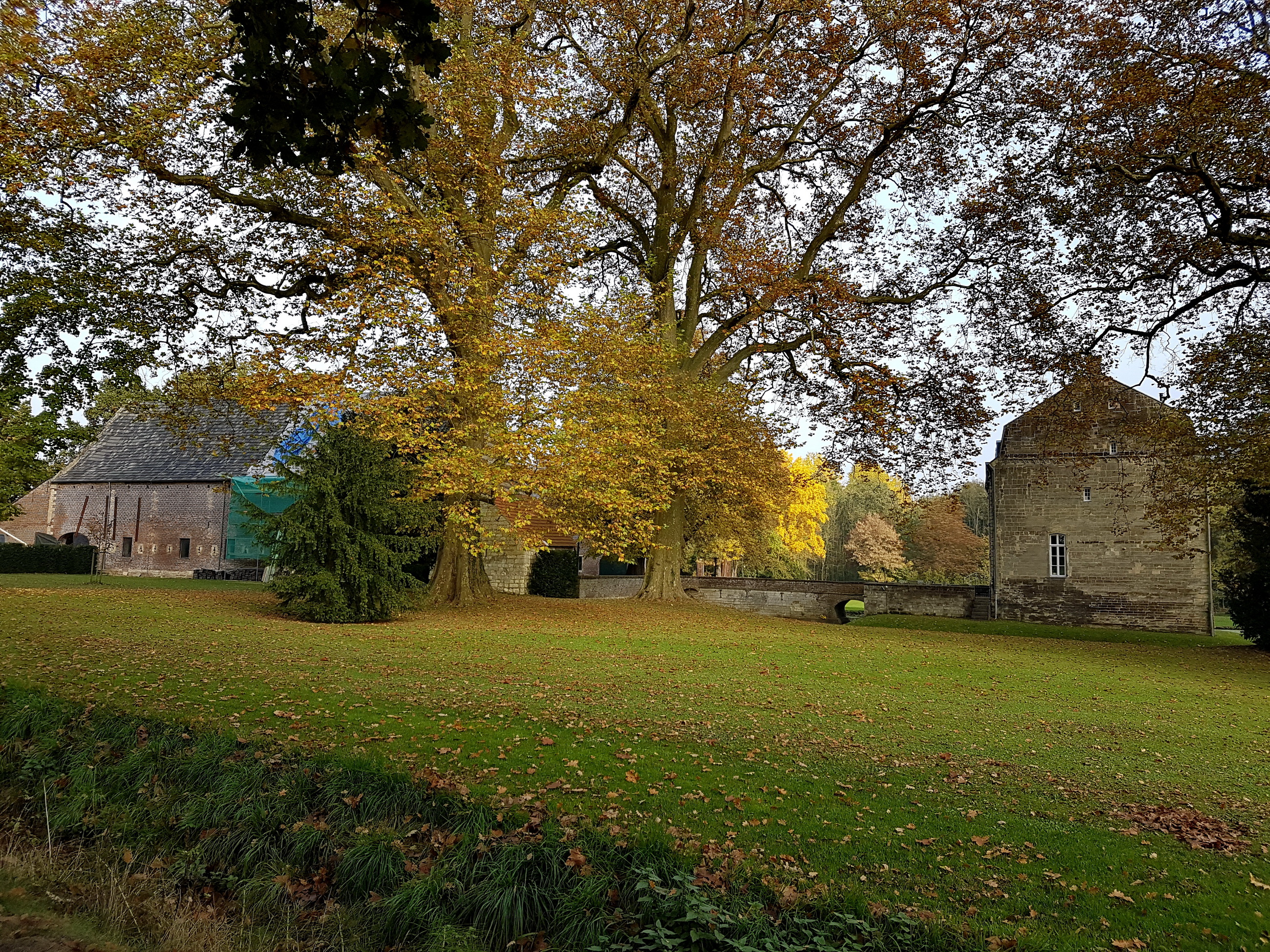
Zicht vanuit het westen met schuur (links), brug en hoofdgebouw (rechts)

Kasteel Puth is een kasteel en buitenplaats bij Voerendaal in Zuid-Limburg. Het kasteel is een rijksmonument. Kasteel Puth is een van de vier kastelen van Voerendaal en vormt samen met Kasteel Rivieren, kasteel Cortenbach en kasteel Haeren een landgoederenzone. Van oudsher behoorde ook Kasteel Terworm bij Voerendaal, maar dit ligt thans in de gemeente Heerlen.

## Geschiedenis
Het huidige kasteel stamt deels uit de 16e, deels uit de 17e en 18e eeuw. Enkele kelders zijn mogelijk ouder. Het kasteel wordt al genoemd in documenten uit de 14e eeuw. Aan het landgoed was de titel "heer (of vrouwe) van Put" verbonden. Achtereenvolgens was het kasteel en de bijbehorende leengoederen in bezit van de families Van Putt (mogelijk afkomstig uit Puth), Van den Bongard (zie Kasteel De Bongard), Leeck (zie Kasteel Doenrade), Tz[i]evel (zie Kasteel Eyneburg en Sibberhuuske) en Dobbelsteyn (1565-1650).
Rond 1630 (1650?) was het goed zo zwaar belast met schulden dat het moest worden opgedeeld. Het kasteel, de watermolen en de landerijen kregen verschillende eigenaren, waardoor het moeilijk is aan te geven wie de titel heer van Puth droeg. Eigenaren waren onder andere de Akense koopman Nicolaas Rulands en Ignatius de Rougemont,
raad en auditeur-generaal van het Spaanse leger. In 1728 werd het huis en de molen door de weduwe Ignatius de Rougemont en haar drie kinderen verkocht aan de gebroeders Jean Martin en Laurens Joseph de Hayme de Bomal (zie ook Kasteel Amstenrade), beiden kanunniken van het Kapittel van Sint-Servaas te Maastricht. Waarschijnlijk werd het hoofdgebouw in deze periode vernieuwd. Via deze familie vererfde het landgoed eind 18e eeuw aan de familie De Marchant et d'Ansembourg.

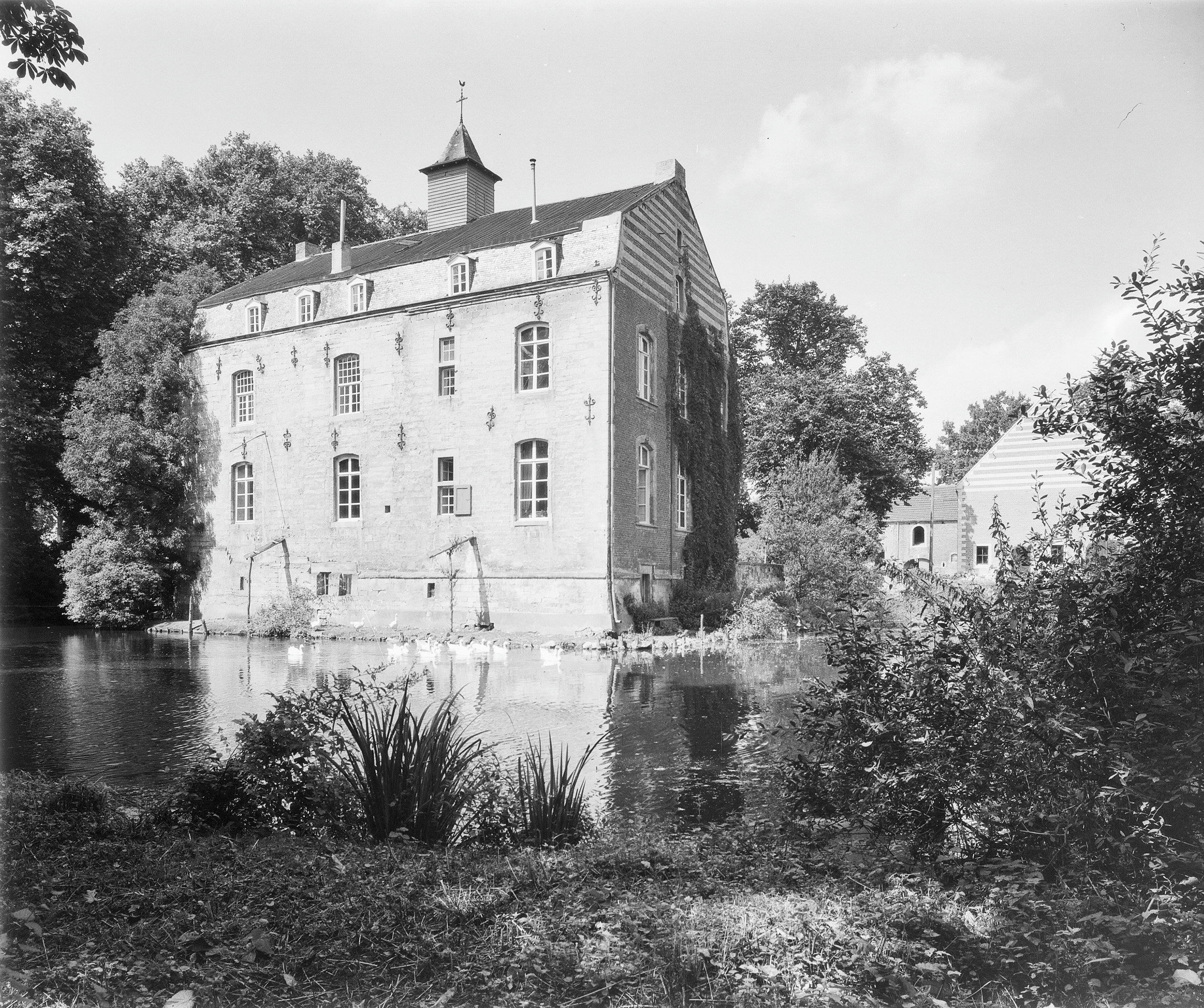
Het huis (met torentje) in 1953

Het kasteel kwam in 1872 door het huwelijk van Franciscus Hubertus Ignatius Maria Graf zu Stolberg-Stolberg (1848-1912) met Marie Antoinette Frédérique Pauline Hubertine gravin de Marchant d'Ansembourg (1847-1922), in bezit van de adellijke familie Zu Stolberg-Stolberg. Hun zoon, Joseph Oscar Frans Anthonie Hubert Maria graaf zu Stolberg-Stolberg (1874-1956), was gehuwd met Maria Therese Philippa Anthonia Huberta Kettler (1890-1973), een nazaat van het Westfaalse adellijk geslacht Kettler. Kasteel Puth was in 1945 een van de 22 Limburgse kastelen en landgoederen die door de Nederlandse Staat als 'vijandelijk vermogen' werden geconfisqueerd. Pas eind 1956 werd de graaf, die inmiddels was overleden, 'ontvijand' en werd het bezit, samen met twee herenhoeven Steenenis en Wissengracht (in totaal ca. 177 ha), aan de familie geretourneerd. Wilhelm Josef Oskar Friedrich Leopold graaf zu Stolberg-Stolberg (1927-2011), in 1980 bij Koninklijk Besluit opgenomen in de Nederlandse adel, was tot 2007 de laatste adellijke eigenaar van het kasteel.
Vanaf 2001 was in de kasteelboerderij een biologisch landbouwbedrijf gevestigd. Het kasteel is in 2011 verkocht en is daarna geleidelijk gerestaureerd, waarbij met name de verzakte funderingen grote investeringen vergden. Anno 2016 wordt de monumentale westelijke schuur gerestaureerd.

## Beschrijving

### Hoofdgebouw
Het hoofdgebouw bestaat uit een min of meer rechthoekig landhuis, gebouwd in de stijl van de Luiks-Akense barok. De voorgevel aan de hofzijde is geheel 18e-eeuws en opgetrokken uit baksteen. De regelmatig in de gevel geplaatste vensters (1-3-1) zijn omlijst met hardsteen en van elkaar gescheiden door geblokte lisenen. De oostgevel lijkt qua architectuur het meest op de voorgevel; deze bestaat eveneens uit baksteen met een inzwenkende topgevel met speklagen. De andere gevels bevatten oudere delen uit de 16e eeuw en zijn opgetrokken uit Limburgse mergel. De laatgotische boogfries onder het dak van de westgevel dateert uit de 16e eeuw. De mansardekap gedekt met leisteen is 18e-eeuws. Het hoofdgebouw wordt omgeven door een brede gracht met een bakstenen boogbrug uit de 17e of 18e eeuw.
Van het interieur zijn een 18e-eeuws trappenhuis noemenswaardig, en enkele 18e- en vroeg-19e-eeuwse schouwen. De keldermuren zijn bekleed met wandtegels in blauw en oker.

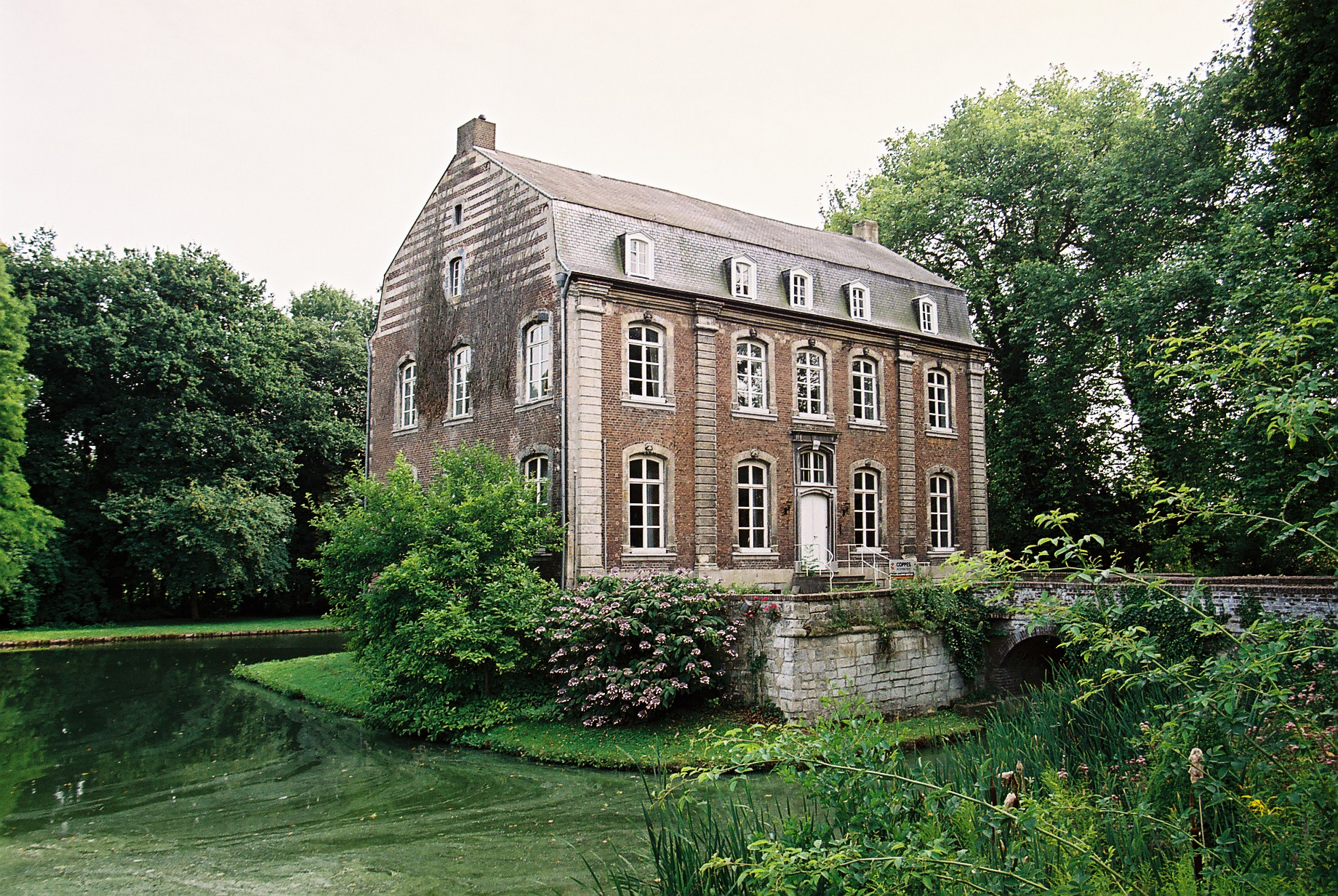
Slotgracht en hoofdgebouw
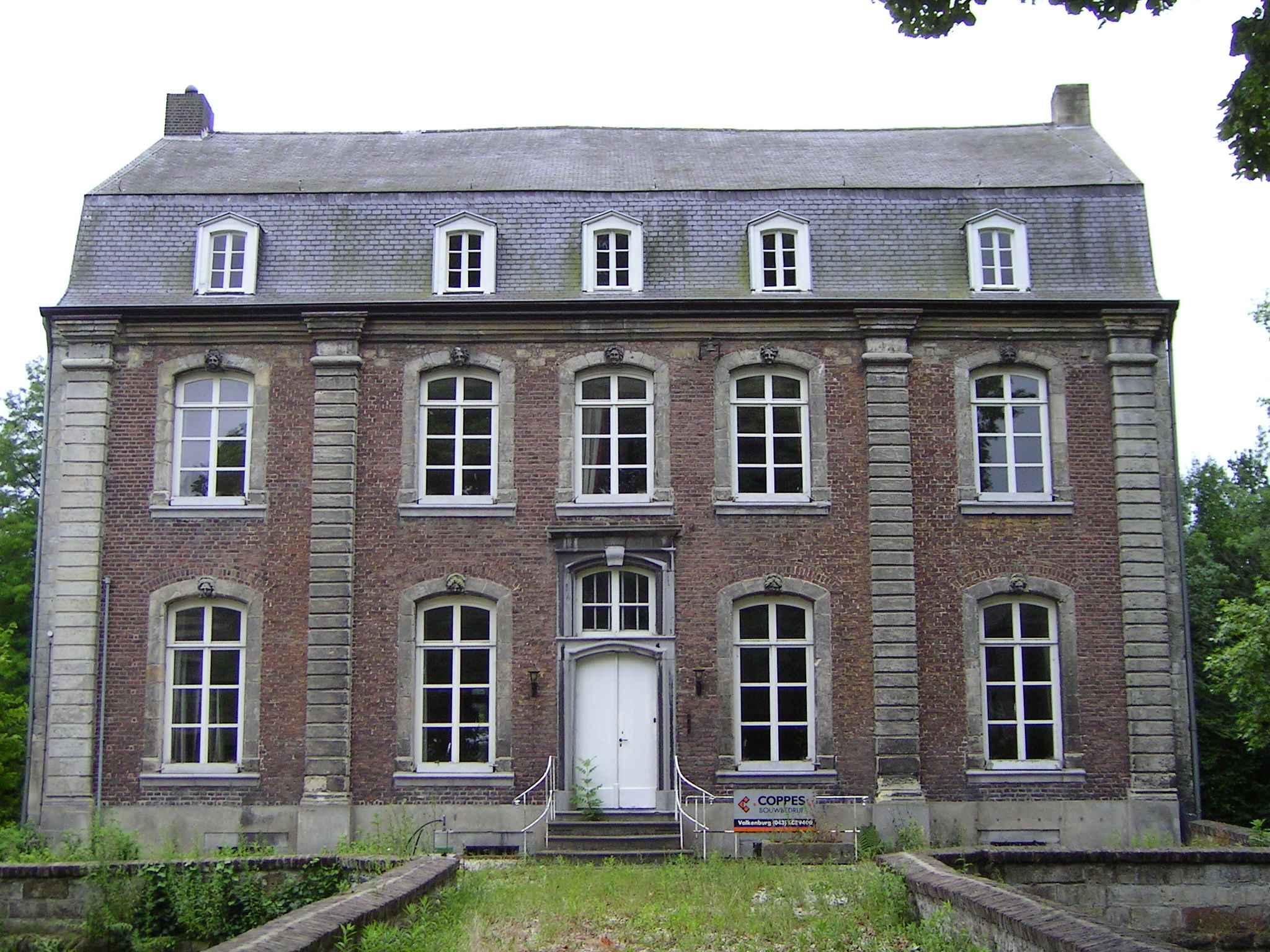
Zuidgevel
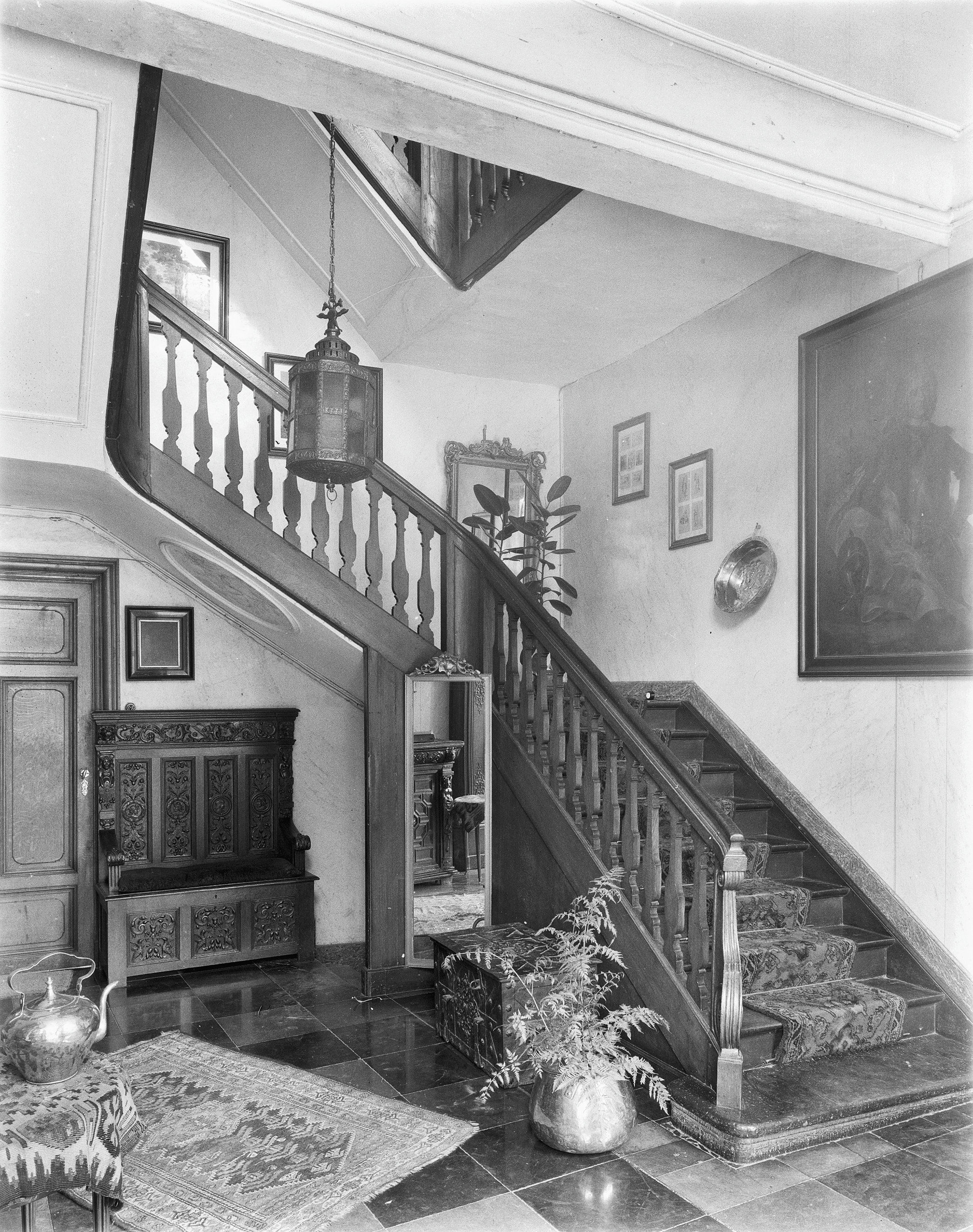
Interieur hal, 1953
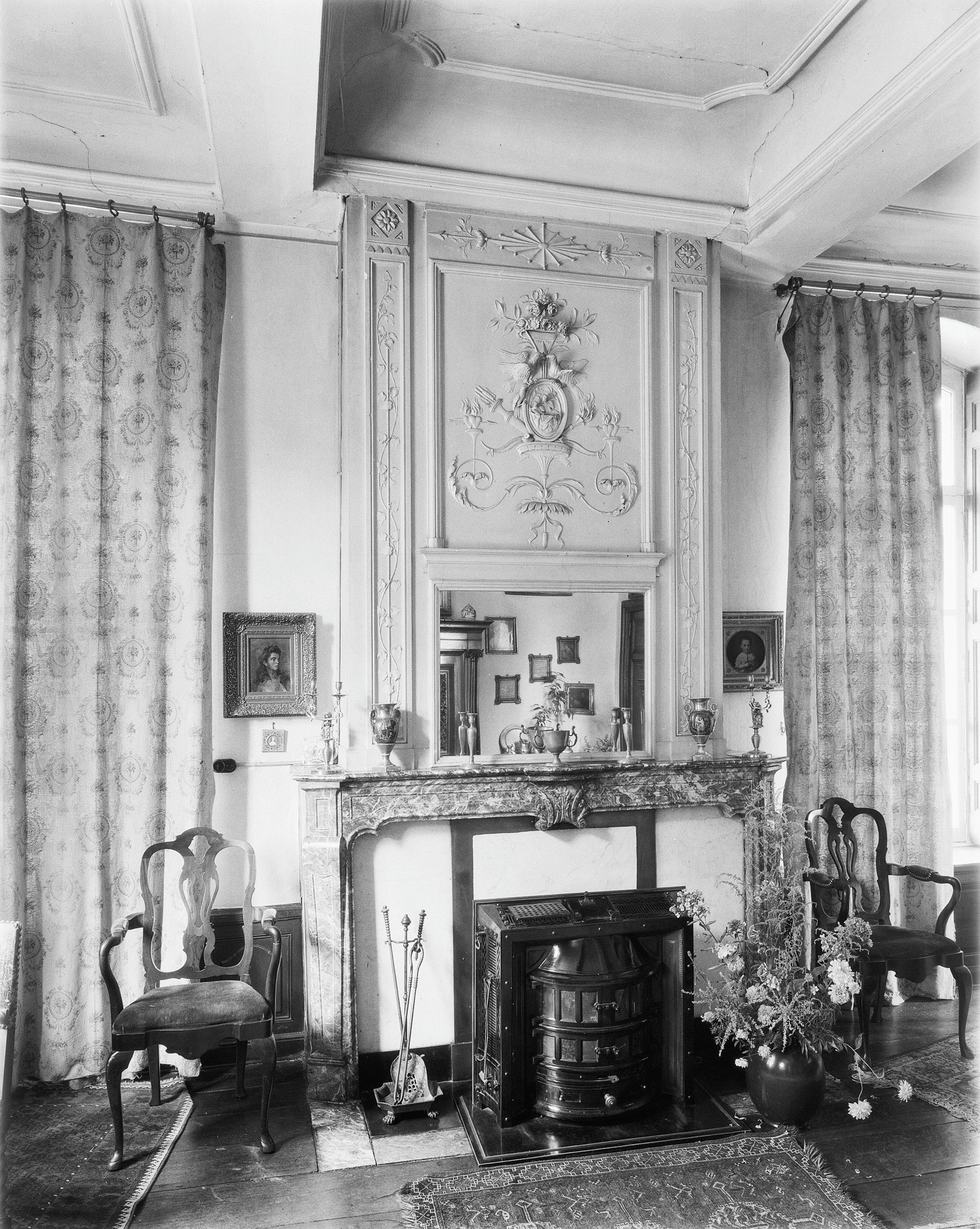
Schouw in de salon, 1953

### Bijgebouwen
De bijgebouwen liggen in een U-vorm rondom een binnenplaats en worden door de slotgracht gescheiden van het hoofdgebouw. Het poortgebouw aan de Steinweg verbindt de twee zijvleugels. Het poortgebouw uit circa 1731 heeft een schilddak, dat lager is dan die van de zijvleugels. De poortdoorgang bestaat uit een hardstenen omlijsting tussen pilasters. De topgevels van de zijvleugels hebben speklagen. De 17e-eeuwse westelijke schuur heeft een bijzonder interieur: de bovenverdieping en de zolder vormen één ruimte met vijf hoge spitsbogen van baksteen. Aan de westzijde van het complex staat een 18e-eeuws bakhuisje van mergel en baksteen.

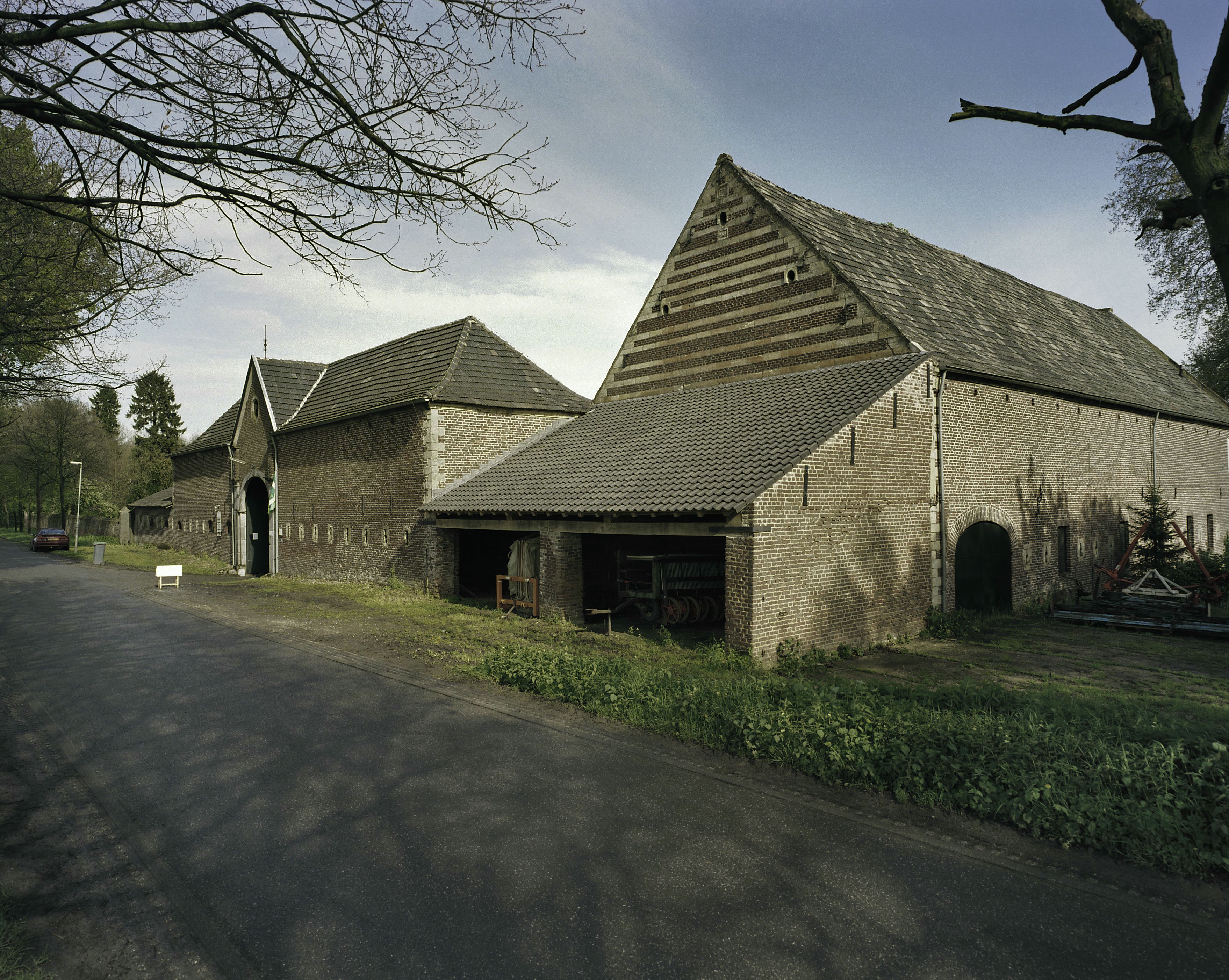
Poortgebouw en schuren
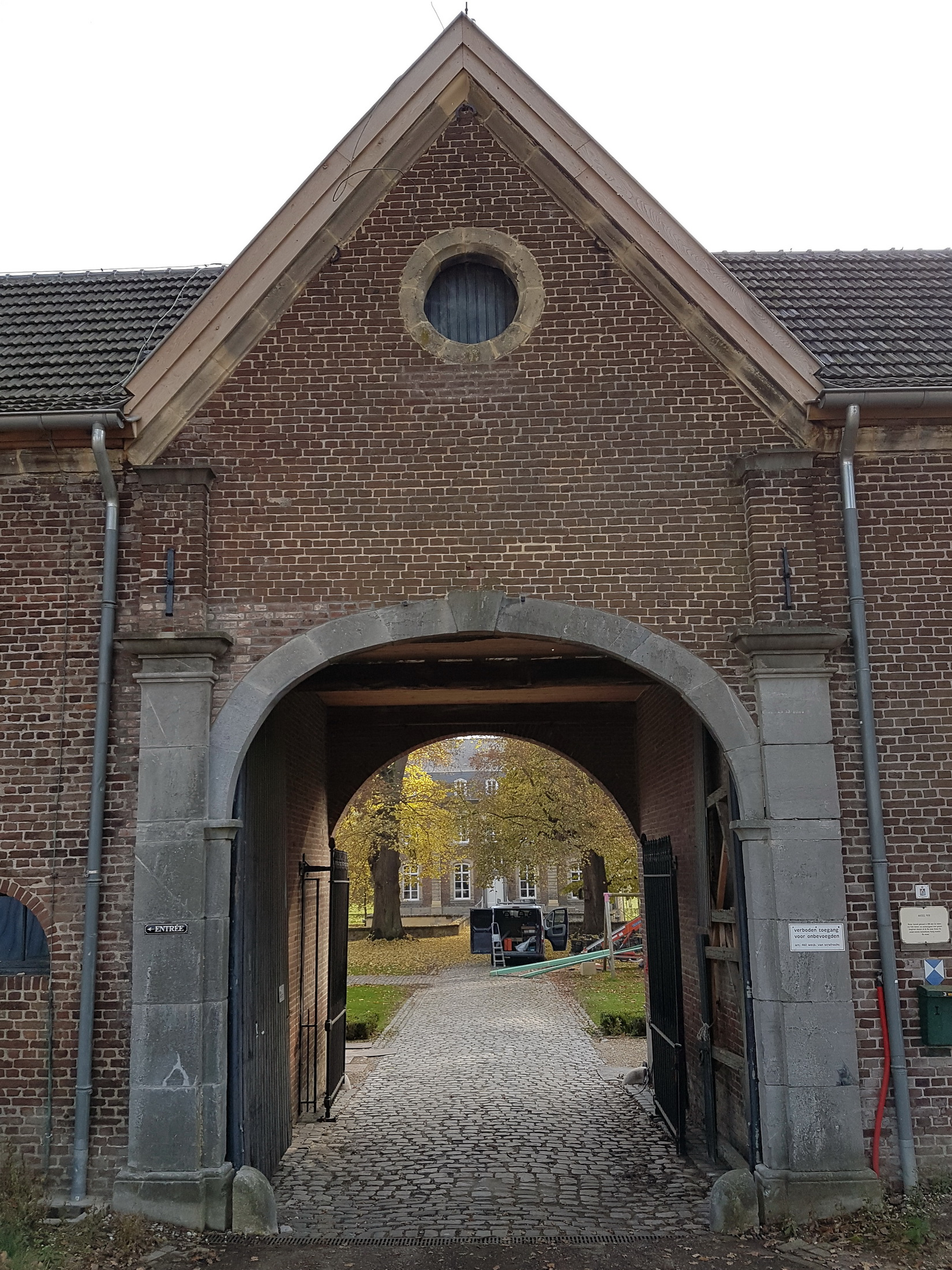
Poort naar binnenhof
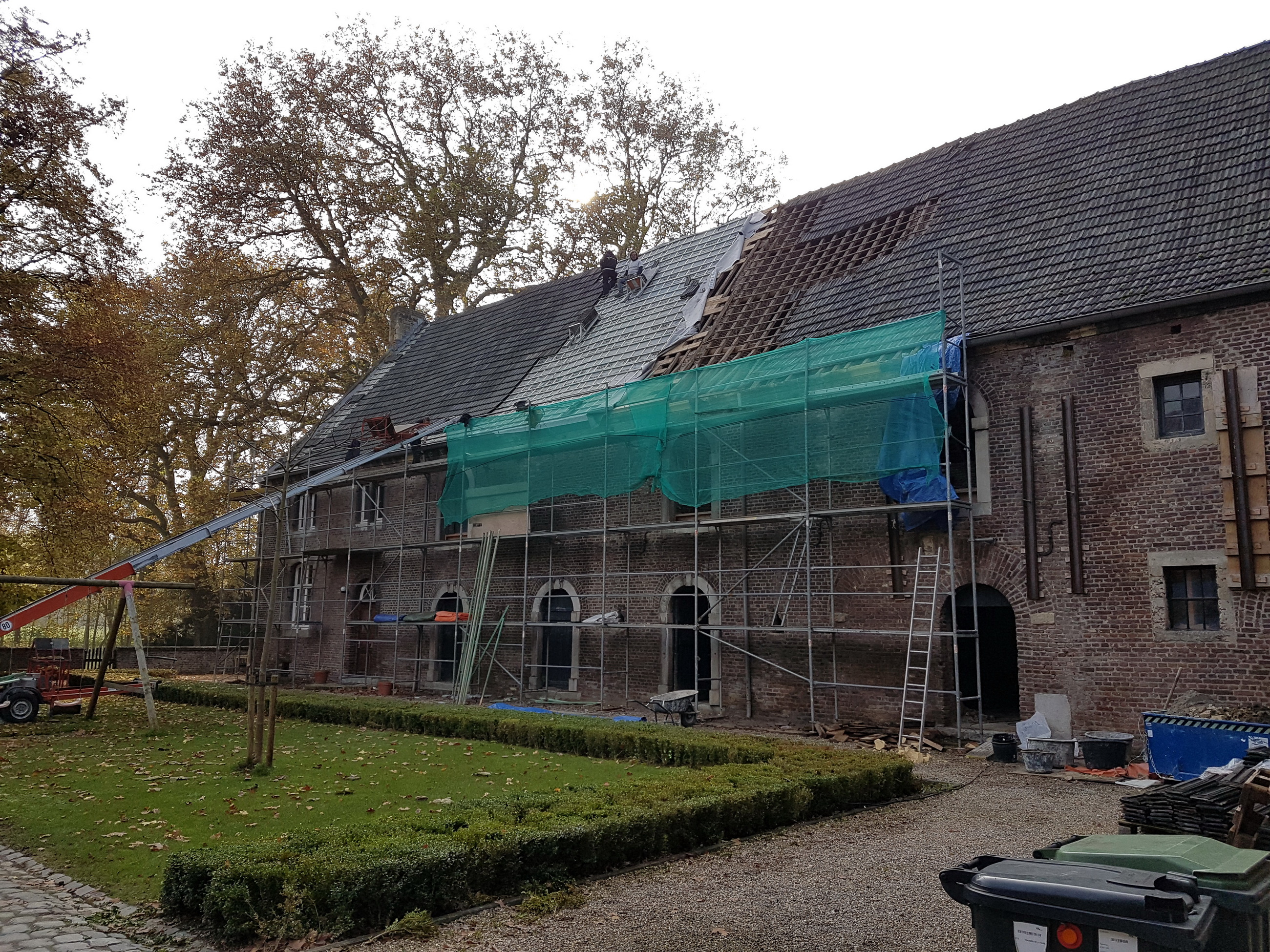
Restauratie westvleugel, 2016
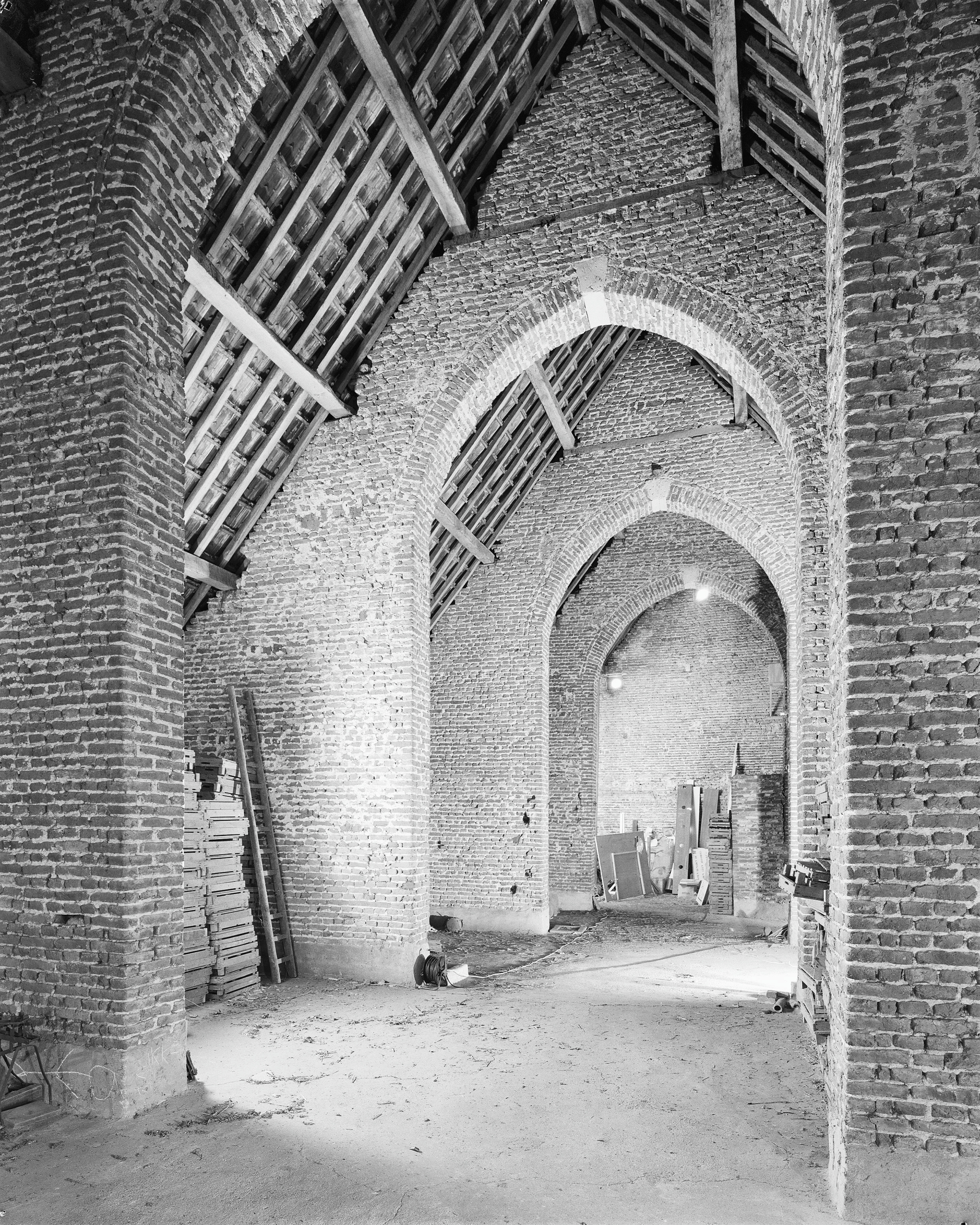
Graanzolder westvleugel

### Park en landgoed
Het parklandschap rondom de buitenplaats Puth vormt sinds 2000 een afzonderlijk rijksmonument, evenals de 18e-eeuwse bakstenen tuinmuur met mergelstenen ezelsrug aan de Steinweg. Langs de Steinweg staan twee rijen eiken. In het park staan enkele solitaire platanen. Het bijbehorende hakhoutbos is onlangs opnieuw aangeplant. Tussen het park en het bos stroomt een klein beekje: de Hoensbeek. Langs de westzijde van het landgoed loopt het Puttersvoetpad.

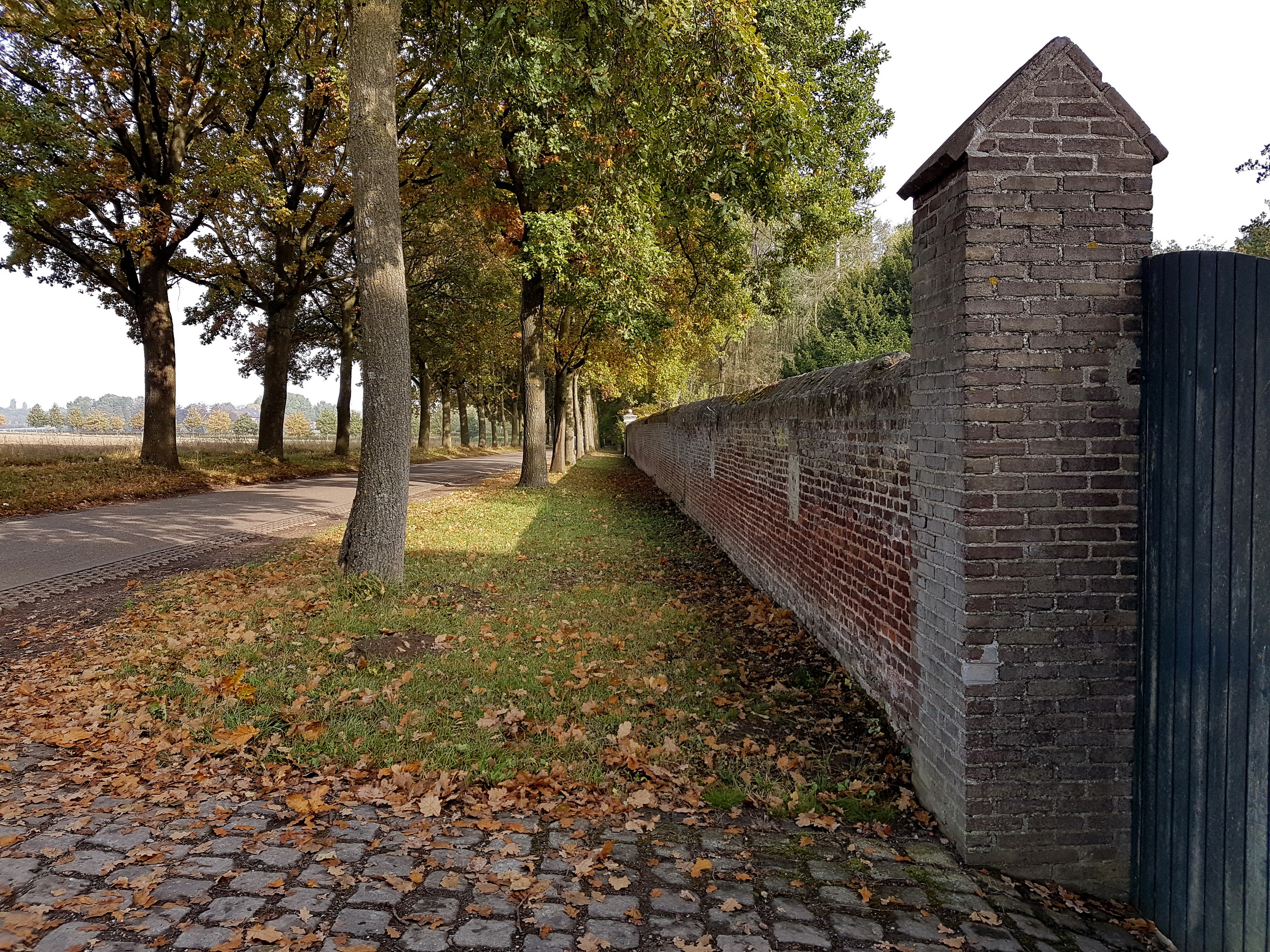
18e-eeuwse tuinmuur
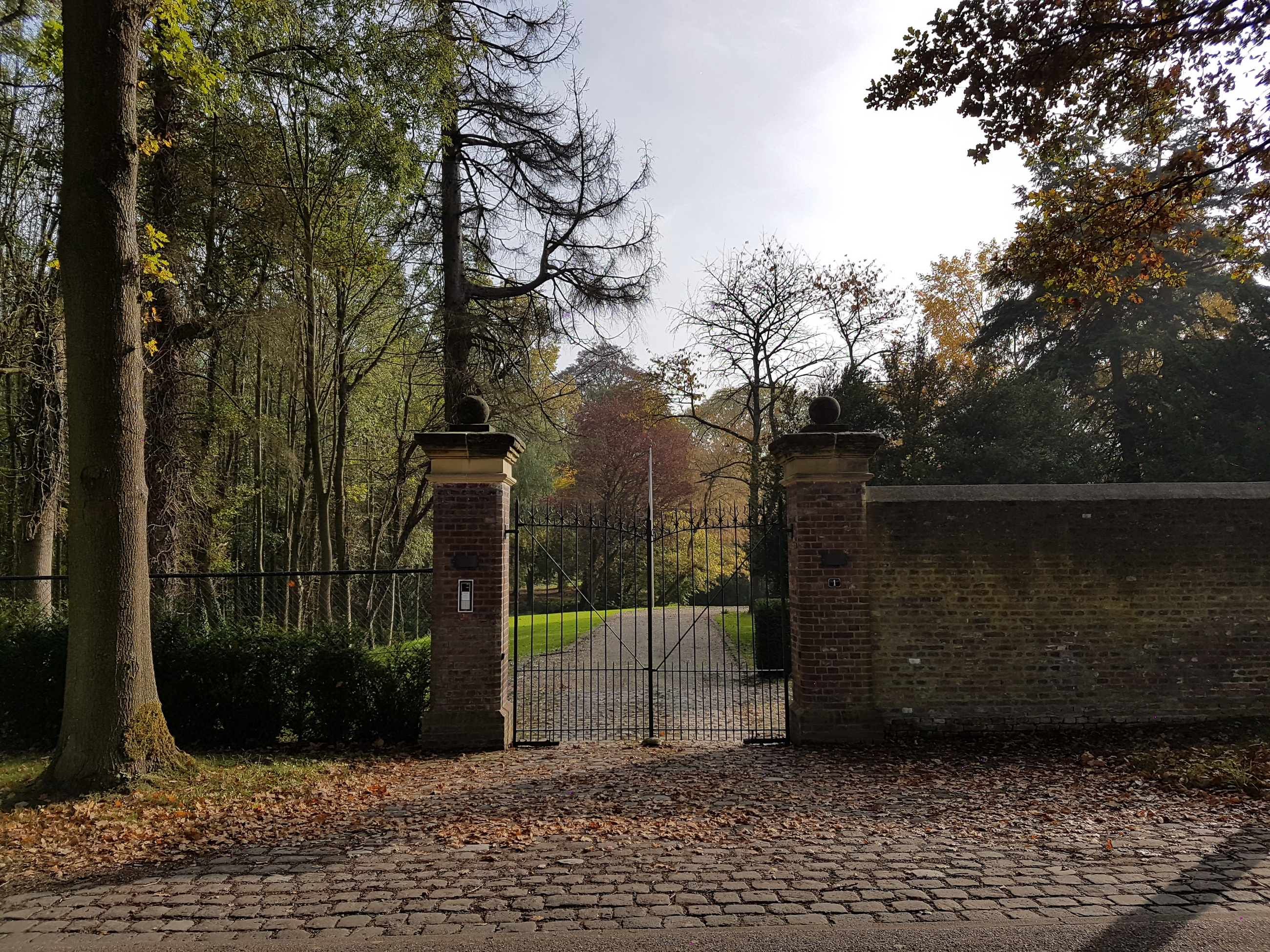
Tuinhek en siertuin
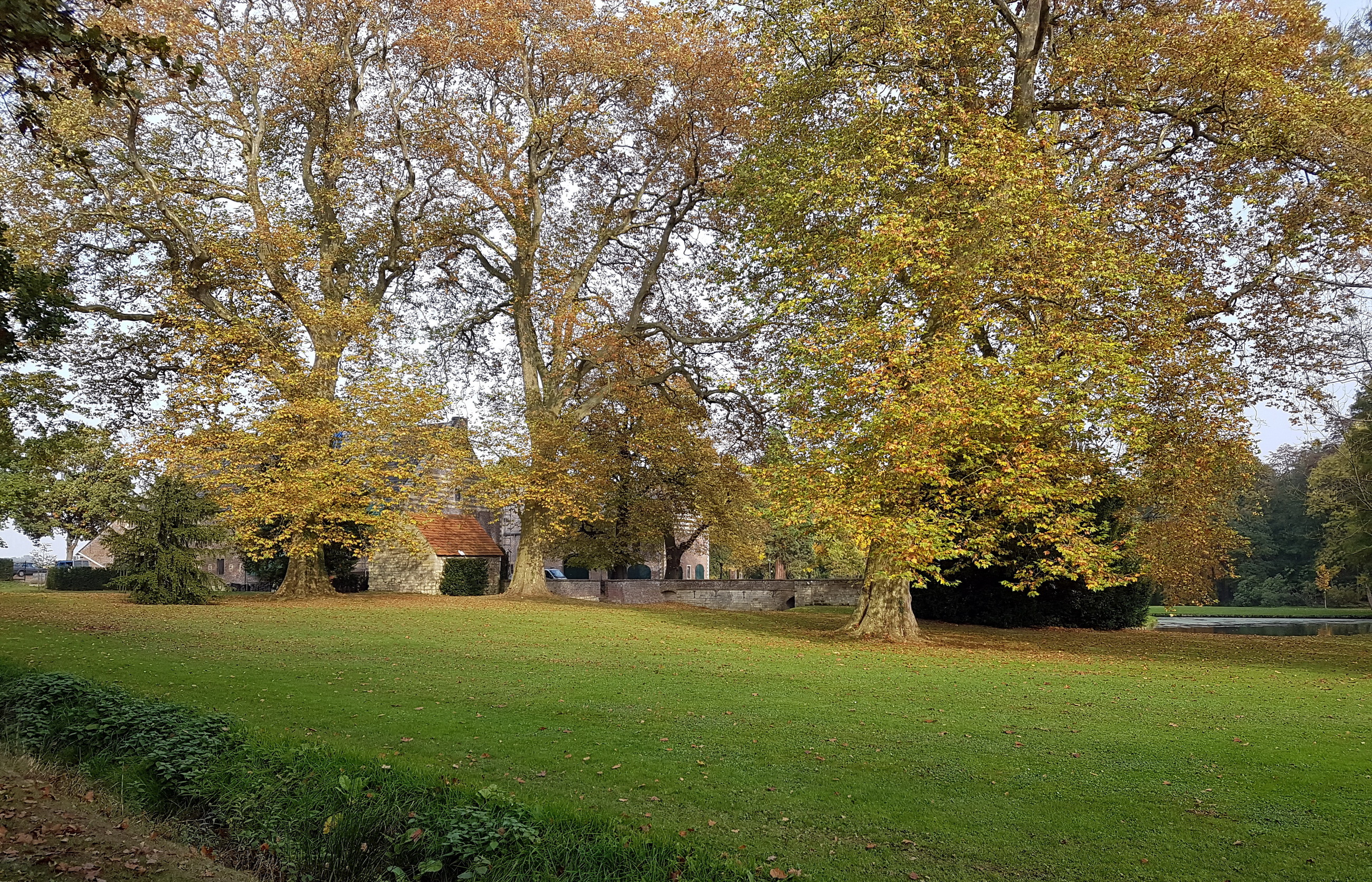
Park met platanen
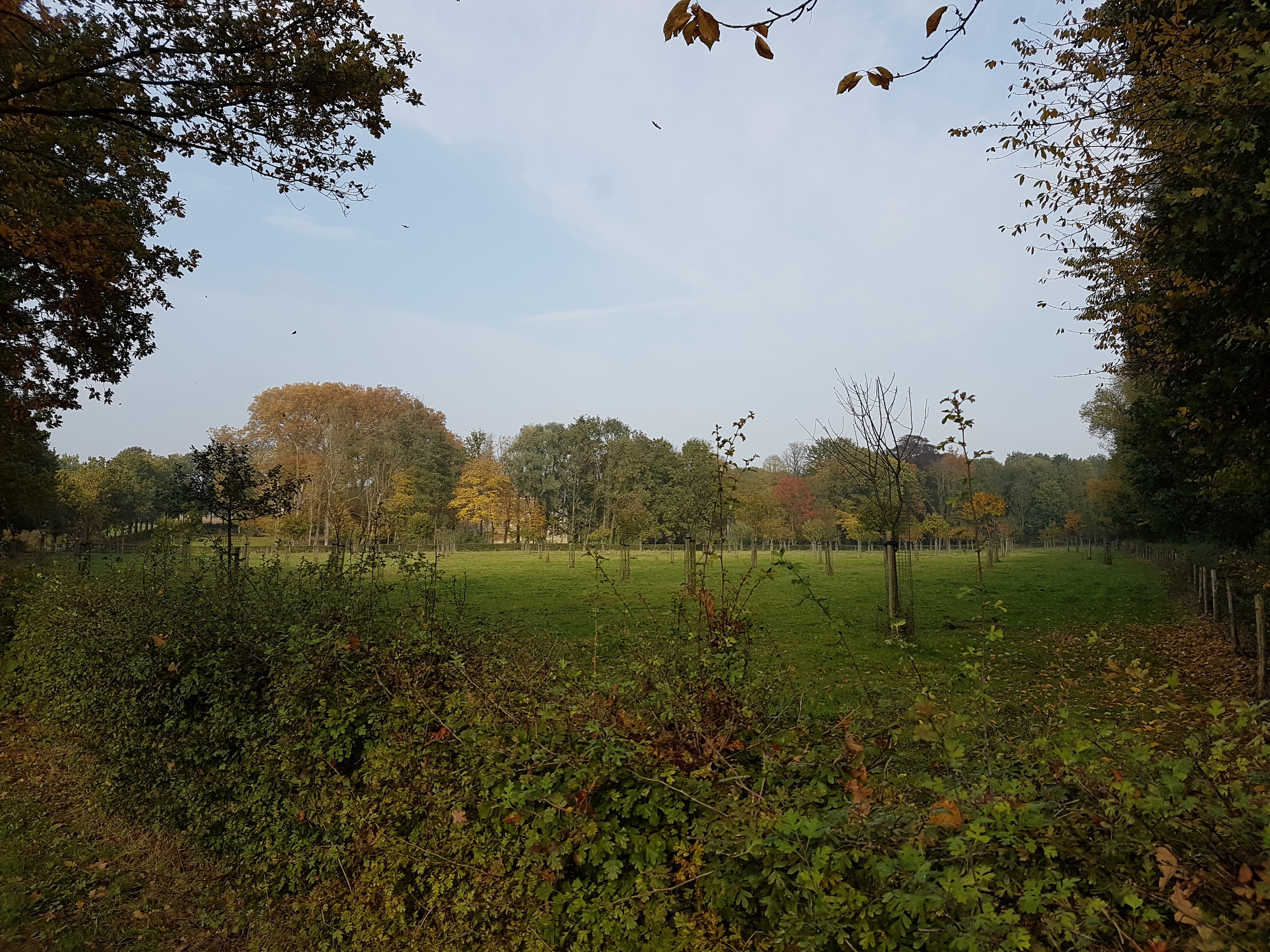
Heraangelegd bos

Aerwinkel · Kasteel Afferden · Aldt Huys · Aldenborgh · Kasteel Aldenghoor · Aldenhoven · Alte Burg · Kasteel Amstenrade · Slot Annendael · Kasteel Arcen · Baersdonck · Bakvliet · Baronsberg · Baxhof · Beegden ·  Benzenrade · Kasteel De Berckt · Kasteel Bethlehem · Beusdaelshof · Binsfeld · Huis Blankenberg · Kasteel Bleijenbeek · Blitterswijck · Boerlo · Bolberg · Bollenberg · Kasteel De Bongard · Borggraaf · Kasteel d'Erp · Kasteel Borggraaf · Kasteel Borgharen · Kasteel Born · Huis Bree · Breust · Kasteel Broekhuizen · Broekhuizen · Gracht Burggraaf · Kasteel De Burght · Kasteel Cartils · Cloppenburg (Oost-Maarland) · Kasteel Cortenbach · Huis De Dael · Dammerscheid · Kasteel De Bockenhof · De Donck (Sevenum) · De Donck (Swolgen) · De Dorth ·  Huis ten Dijcken · Kasteel Doenrade · De Doom · Douve · Douvenrade · De Dries · Kasteel Erenstein · Kasteel Eijsden · Eijsden · Einrade · Kasteel Elsloo · Ensenbroek · Eperhuis · Etzenraderhuuske · Exaten · Kasteel Eijckholt · Kasteel Eyckholt · Eys · Gastendonck · Kasteel Genbroek · Gebroken Slot · Kasteel Geijsteren · Kasteel Op Genhoes · Kasteel Genhoes · Genneperhuis · Kasteel Het Geudje · Kasteel Geulle · Kasteel Geusselt · Geijsteren · Gen Heck · Ghoor · Kasteel Goedenraad · Kasteel Grasbroek · Kasteel Groenendaal · Groethof · Groot Paarlo · Kasteel van Gronsveld · De Gun ·Kasteel Haeren · Kasteel Den Halder · Heerlaer · Heeze · Heijen · 's-Herenanstel · Kasteel Hillenraad · Kasteel Hoensbroek · Hoenshuis · Holstrate · Holtmühle · Huize Holtum · Kasteel Horn · De Horst · Huys ter Horst · Ten Hove (Grathem) · Ten Hove (Panningen) · Huis Brias · Huis Darth ·  Kasteel Hurpesch · Kasteel Sint-Jansgeleen · Kasteel Jerusalem · Kasteel Kaldenbroek · Den Kamp · Kasteel Karsveld · Kasteel Keverberg · Klein Paarlo · Klimmender Huuske · De Kolck · Koppelberg · Laar · Landsfort · Kasteel Lemiers · Kasteelruïne Lichtenberg · Kasteel Limbricht · Lonesteyn · Huize Lovendael · Mazenburg · Kasteel van Meerlo · Kasteel Meerssenhoven · Meezenbroek · Kasteel van Mheer · Middelaar · Kasteel Millen · Kasteel Montfort · Movert · Mulrode · De Munt · Château Neercanne · Kasteel Neubourg · Nienghoor · Huis Nierhoven · Kasteel Nieuwenbroeck · Nije Huys · Kasteel Nijenborgh · Kasteel Nijswiller · Nijthuysen · Kasteel Obbicht · Oedenrade · Kasteel Ooijen · Kasteel Oost (Valkenburg) · Kasteel Oost (Oost-Maarland) · Kasteel Ouborg · Overen · Kasteel Passarts-Nieuwenhagen · Prickenis · Prinsenhof · Puth · De Putting · Raath · De Raay · Ravenhof · Kasteel Reijmersbeek · Kasteel van Rijckholt · Kasteel Rivieren · Rodenbroek · Rosendaal · Kasteel Schaesberg · Kasteel Schaloen · Te Scharen · Schenkenburg · Kasteel Scheres · De Spijker (Geijsteren) · De Spijker (Leeuwen) · Huis Severen · Sibberhuuske · Château St. Gerlach · Spraland · Huis De Spyker · Huize Stalberg · Stalberg (Wellerlooi) · De Steeg · Kasteel Stein · Steinhagen · Steenen Huis · Stoel van Swentibold · Strijthagen (Landgraaf) · Strijthagen (Welten) · Struyver · Kasteel Terborgh · Terlinden (Wijnandsrade) · Terveurdt · Ter Weyer · Kasteel Ter Worm · De Tombe · Huis De Torentjes · Triest · Trippaert · Kasteel Vaalsbroek · Kasteel Vaeshartelt · Valkenburg · Vliek · De Vroenhof · Vrijburg · Kasteel Wambach · Warenberg · Well · Weyershof ·  Wijlre · Kasteel Wijnandsrade · Wijnandsrade · Wijnantshof · Wissegracht · Huize Witham · Kasteel Wittem · Wolfrath · Wylre